# باشگاه فوتبال نیس
باشگاه فوتبال نیس (به فرانسوی: OGC Nice) یک باشگاه فوتبال در شهر نیس در فرانسه می‌باشد که در لیگ ۱ فرانسه بازی می‌کند.
این باشگاه در سال ۱۹۰۴ تأسیس شده‌است.

## افتخارات

### داخلی
- لیگ ۱
  - قهرمان (۴): ۱۹۵۱, ۱۹۵۲, ۱۹۵۶, ۱۹۵۹
- لیگ ۲
  - قهرمان (۴): ۱۹۴۸, ۱۹۶۵, ۱۹۷۰, ۱۹۹۴
- لیگ ۳
  - قهرمان (۲): ۱۹۸۵, ۱۹۸۹
- جام حذفی فوتبال فرانسه
  - قهرمان (۳): ۱۹۵۲, ۱۹۵۴, ۱۹۹۷
  - نایب قهرمان (۱): ۱۹۷۸